# 白い花びら
『白い花びら』（しろいはなびら、Juha）は、1999年制作のフィンランドのドラマ映画。フィンランドの著名な作家ユハニ・アホの原作をカウリスマキが映画化した。全編モノクロの無声映画である。

## キャスト
- カティ・オウティネン
- サカリ・クオスマネン
- アンドレ・ウィルム